# Императорский удав

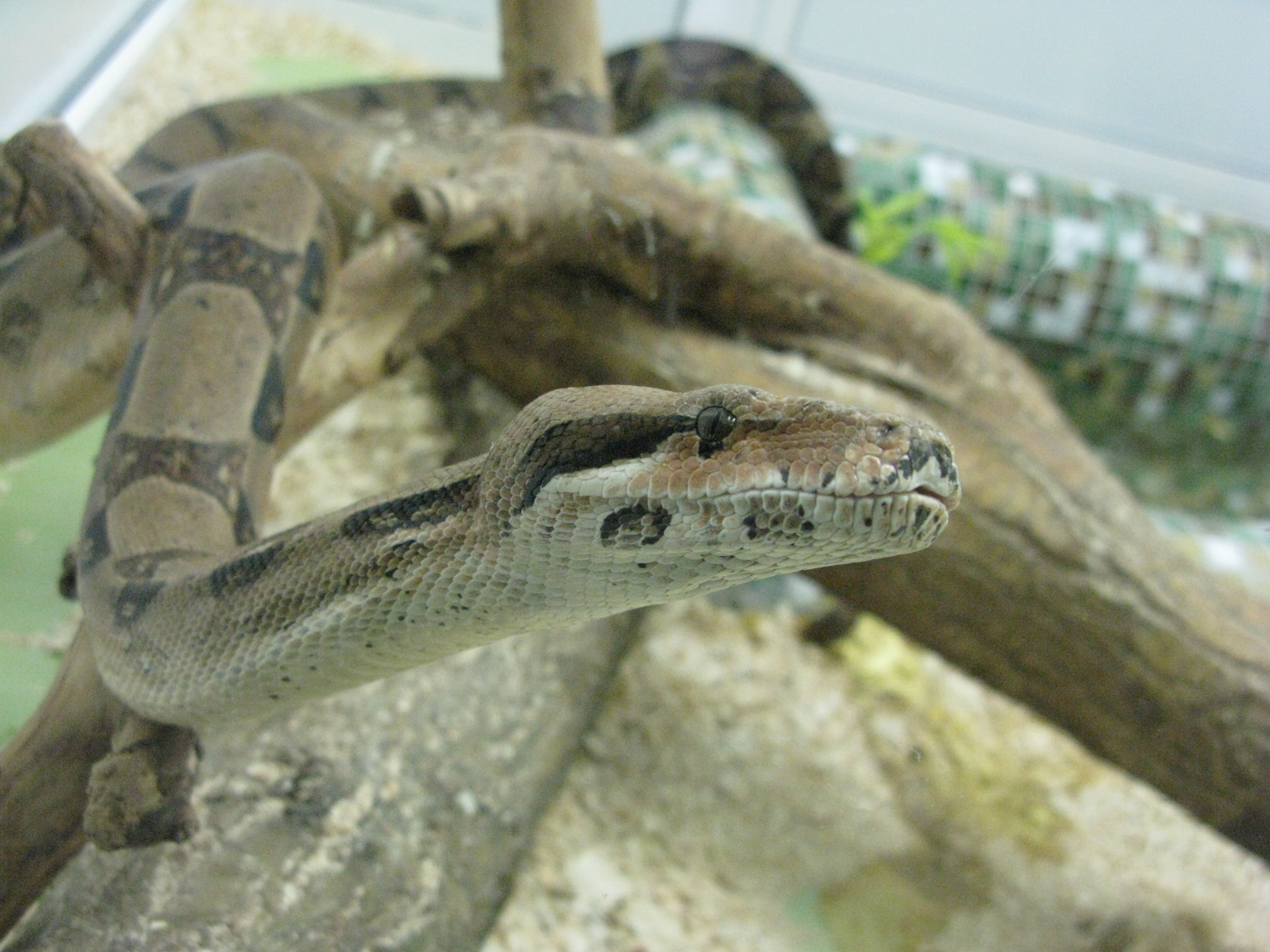
Императорский удав в зоопарке

Императорский удав (лат. Boa imperator) — вид неядовитых змей из семейства ложноногих (Boidae). Ранее считался подвидом обыкновенного удава (как Boa constrictor imperator).

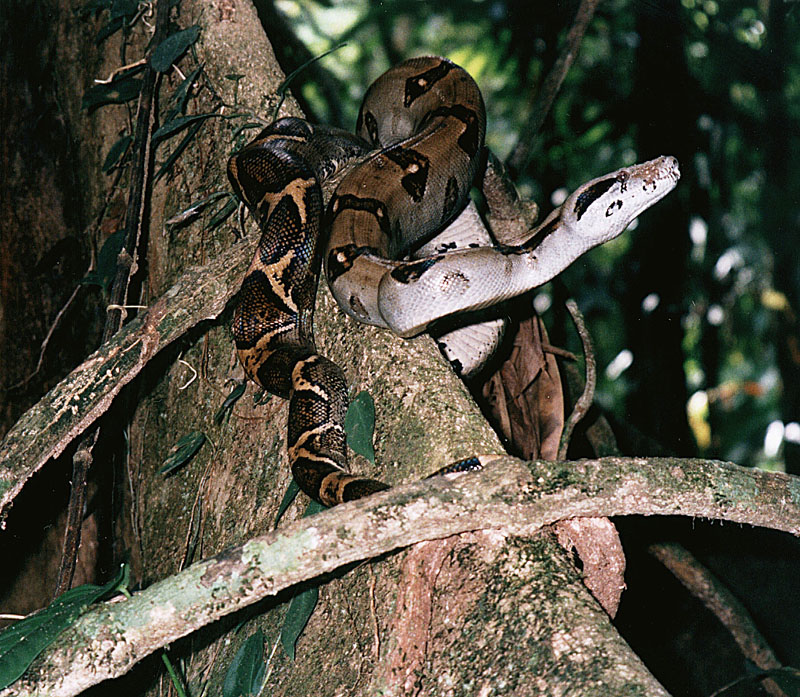

Средняя длина — от 1,3 до 2,5 м, но может достигать 3,7 м. Самки крупнее самцов. Средний вес - порядка 6 кг для самок и до 3 кг для самцов.

## Распространение
Императорский удав распространен на территории юго-восточной Мексики, Белиза, Гватемалы, Сальвадора, Гондураса, Никарагуа, Коста-Рики, Панамы и северо-запада Колумбии, а также на многочисленных островах вдоль Атлантического (Карибский бассейн) и тихоокеанского побережья. Встречается на высотах от 0 до 1500 м над ур. На протяжении всего ареала встречаются разные популяции вида, различные по окрасу и габаритам. Самые крупные представители вида встречаются на территории Колумбии, а самые мелкие — в  в гористой местности Сьерра Тараумара.

## Образ жизни
Ведет одиночный, сумеречно-ночной образ жизни. Молодые особи преимущественно живут и охотятся на деревьях и кустарниках, но с возрастом все больше времени проводят на земле.
Хорошо уживаются в различных биотопах: от влажных тропических лесов, до сухих степей.

## Питание
Рацион состоит из млекопитающих, птиц, амфибий и рептилий. Императорский удав может охотиться как на поверхности почвы, так и в кронах деревьев. Способен днями находится в одном месте, ожидая проходящее мимо животное. Когда жертва будет достаточно близко, хватает ее пастью и обвивает 1й третью тела, после чего сдавливает, нарушая кровоток. Когда жертва умрет от остановки сердца, удав проглатывает ее. Процесс переваривания может быть довольно длительным, в это время змея малоактивна.

## Примечания

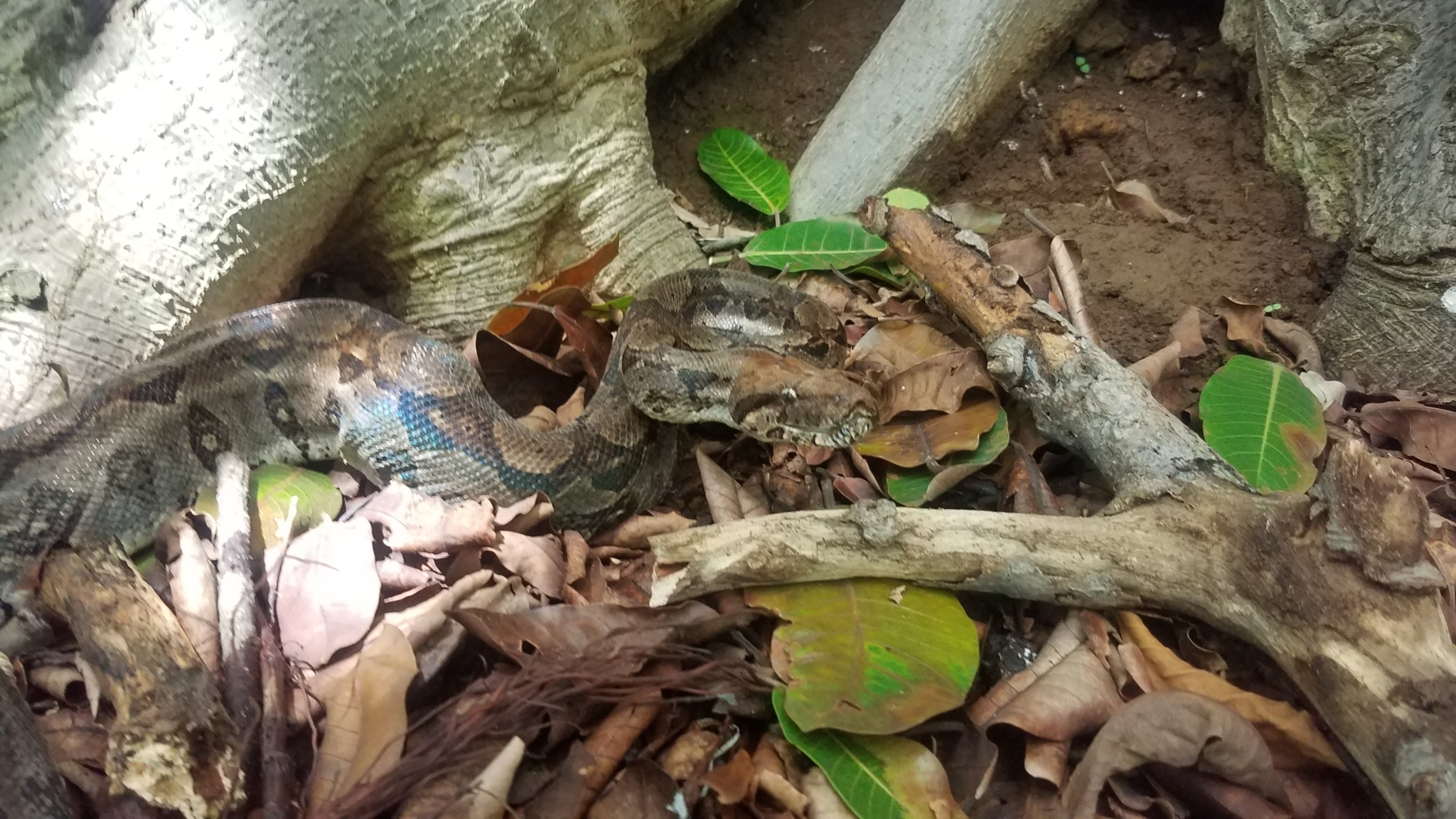
Императорский удав в дикой природе